# 3-Epi-6-deoksokatasteron 23-monooksigenaza
3-epi-6-deoksokatasteron 23-monooksigenaza (EC 1.14.13.112, citohrom P450 90C1, CYP90D1, CYP90C1) je enzim sa sistematskim imenom 3-epi-6-deoksokatasteron,NADPH:kiseonik oksidoreduktaza (C-23-hidroksilacija). Ovaj enzim katalizuje sledeću hemijsku reakciju
(1) 3-epi-6-deoksokatasteron + + + O2 {\displaystyle \rightleftharpoons } 6-dezoksotifasterol + NADP+ + 2O
(2) ()-22-hidroksi-5alfa-ergostan-3-on + NADPH + H+ + O2 {\displaystyle \rightleftharpoons } 3-dehidro-6-deoksoteasteron + + + 2O
Ovaj enzim učestvuje u biosintezi brasinosteroida.

## Literatura
- Nicholas C. Price; Lewis Stevens (1999). Fundamentals of Enzymology: The Cell and Molecular Biology of Catalytic Proteins (Third изд.). USA: Oxford University Press. ISBN 019850229X.
- Eric J. Toone (2006). Advances in Enzymology and Related Areas of Molecular Biology, Protein Evolution (Volume 75 изд.). Wiley-Interscience. ISBN 0471205036.
- Branden C; Tooze J. Introduction to Protein Structure. New York, NY: Garland Publishing. ISBN 0-8153-2305-0.
- Irwin H. Segel. Enzyme Kinetics: Behavior and Analysis of Rapid Equilibrium and Steady-State Enzyme Systems (Book 44 изд.). Wiley Classics Library. ISBN 0471303097.
- William P. Jencks (1987). Catalysis in Chemistry and Enzymology. Dover Publications. ISBN 0486654605.

## Spoljašnje veze
- 3-epi-6-deoxocathasterone+23-monooxygenase на 